# Resolució 1786 del Consell de Seguretat de les Nacions Unides
La Resolució 1786 del Consell de Seguretat de les Nacions Unides fou adoptada per unanimitat el 28 de novembre de 2007. El Consell va decidir nomenar Serge Brammertz, exdirector de la investigació internacional sobre l'assassinat de l'ex Primer Ministre del Líban, com a fiscal del Tribunal Penal Internacional per a l'antiga Iugoslàvia, el mandat del qual va començar l'1 de gener de 2008.
El Consell afirmà que el mandat de quatre anys per al Brammertz seria sotmès a una resolució anterior en funció de la finalització del treball del Tribunal, recordant que la resolució 1503 (2003) havia demanat al tribunal que prengués tot el possible mesures per completar totes les activitats de prova en primera instància a la fi de l'any 2008 i acabar el seu treball durant el 2010.
Serge Brammertz, un exfiscal belga, va actuar com a fiscal adjunt a la Cort Penal Internacional, abans d'esdevenir comissari de la Comissió Internacional d'Investigació Independent de les Nacions Unides que investiga l'atemptat de 2005 que va assassinar l'ex-primer ministre libanès Rafik Hariri. Substitueix en el càrrec a Carla del Ponte, que va notificar el secretari general Ban Ki-moon a principis d'aquest any que no volia ser renovada per un altre mandat com a fiscal, d'acord amb una carta de 12 de novembre del Sr. Ban al Consell (document S/2007/678), que va presentar la candidatura del Sr. Brammertz al càrrec.